# 伊思玛业勒
伊思玛业勒（Ismail，?—?），叶尔羌汗国第12任可汗，阿都剌因第四子，阿不都拉哈汗的弟弟，最初为阿克苏伯克。1667年，他信奉白山派的侄子尧勒瓦斯成了叶尔羌可汗，大肆镇压黑山派。黑山派势力流亡阿克苏，拥立伊思玛业勒为汗，西征叶尔羌。因为准噶尔部的支持，尧勒瓦斯暂时取得了胜利。但随后准噶尔浑台吉僧格在1668年，派人杀死尧勒瓦斯，白山派和卓拥立尧勒瓦斯的儿子阿不都·拉提夫即位。黑山派支持的伊思玛业勒乘机拿下叶尔羌，白山派和卓与阿不都·拉提夫逃到喀什噶尔。1670年4月2日，伊思玛业勒进入叶尔羌，派人杀害了阿不都·拉提夫和他的所有兄弟。大力扶植黑山派，大肆镇压白山派。白山派和卓远走西藏联合第五世达赖喇嘛。达赖指示自己的弟子噶尔丹帮助白山派。噶尔丹在1678年，征服了哈密、吐鲁番和焉耆，1680年，直取叶尔羌，伊思玛业勒被俘，送往伊犁监禁，噶尔丹改立阿卜都里什特为叶尔羌可汗。至此。叶尔羌汗国成为附属于准噶尔部的傀儡政权。